# 國泰航空飲食服務
國泰航空飲食服務（香港）有限公司（英語：Cathay Pacific Catering Service (H.K.) Limited）即國泰餐飲，是國泰航空屬下全資擁有的機艙食物供應商，為包括母公司國泰航空在內的客戶提供飛機餐以及送遞食物、飲品及各類雜貨至客機的物流服務。

## 歷史
1967年，太古集團、國泰航空公司及香港上海大酒店有限公司合資成立飲食服務公司，名為Air Caterers Limited，是為國泰航空飲食服務的前身。1974年，隨著太古集團增持控股，Air Caterers Limited更名為Swire Air Caterers Limited。1992年，國泰航空從母公司太古集團接收了Swire Air Caterers Limited的100%股權，公司因而改為現稱。2024年，配合母公司國泰航空統一品牌形象，更名為國泰餐飲（Cathay Dining）。

## 服務
自2016年起，國泰餐飲務每年向包括國泰航空在內超過40間航空公司供應3,000萬份膳食。2017年，該公司服務的航空公司數量已增加至50間。同年，國泰航空宣布在旗下香港飛台北航線重推熱餐，並由國泰餐飲負責製作，餐膳包括叉燒飯、栗米魚塊配蛋炒飯、焗豬扒飯和葡汁雞飯等。
現時，國泰餐飲每日平均為203班航班生產83,000份膳食，而該公司最高可生產每日140,000份膳食。

該公司現在或曾為下列航空公司提供航空餐膳：
- 國泰航空
- 全日空航空
- 日本航空
- 中國國際航空
- 阿聯酋航空
- 大韓航空
- 長榮航空
- 中華航空
- 馬來西亞航空
- 土耳其航空
- 深圳航空
- 嘉魯達印尼航空
- 埃塞俄比亞航空

## 飛機餐製作
該公司製造的飛機餐來自於在香港國際機場自設的廠房，由半自動化工序製造，當中包括自動化奄列製作機、自動炒燉鍋以及自動擺餐機器，分別可每日製作多至8,000份奄列、300公斤食物以及每小時擺放約30架餐車，提升廠房的飛機餐產量，以滿足公司客戶的需求。

## 其他餐飲業務
在2021年5月中，此公司亦獲政府邀請承投竹篙灣隔離營的膳食服務，以頂替因食品衛生問題而被撤換的另一供應商。此前，國泰亦曾三次承辦其他政府檢疫中心的膳食服務。

## 聯繫公司

### 附屬子公司
- 臻美食品有限公司（已於2018年終止業務）[8]

### 姊妹公司
- 華膳空廚股份有限公司
- 宿霧空廚股份有限公司
- 溫哥華 CLS 空廚
- 多倫多 CLS 空廚

## 可持續發展
該公司參與由中華電力推出的可再生能源上網電價計畫，在旗下位於香港國際機場的兩座生產大樓的天台安裝了合共828塊太陽能板，並接駁至中電電網，每年為中電提供32萬度電。